# Elfenben (färg)

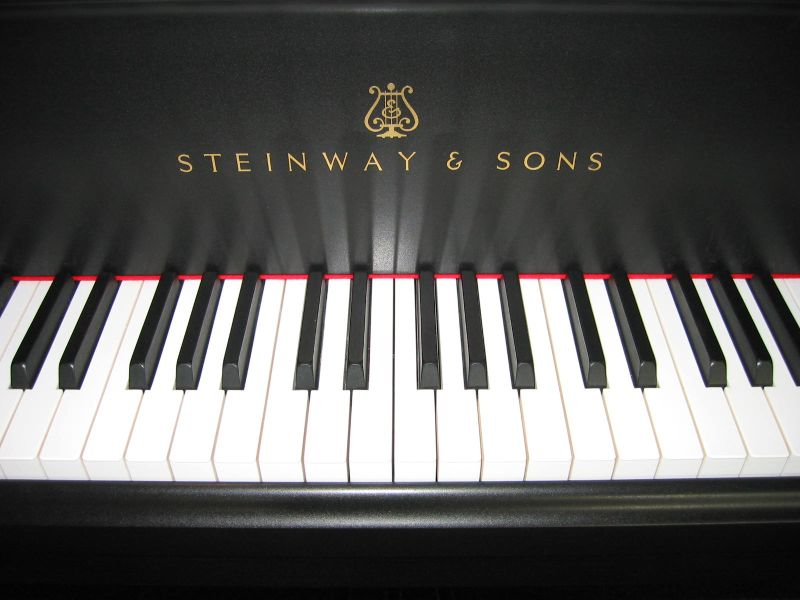

Elfenben är en svagt gultonad nyans av vitt som påminner om elfenben. Bland X11-färgerna för webbanvändning finns en som heter Ivory, det engelska ordet för elfenben. Dess koordinater visas i boxen till höger.